# Coming Out on Top
Coming Out on Top es un videojuego interactivo de simulación de citas con temática gay publicado en 2014 y desarrollado por Obscura (de Obscurasoft).

## Trama
La premisa involucra al personaje principal, Mark Matthews (aunque este nombre se puede cambiar), saliendo del armario ante sus dos compañeros de piso, Penny e Ian, antes del comienzo de su último año de universidad, y los diferentes hombres que entran en su vida como resultado de las decisiones que toma. También tiene un pez como mascota, en quien se volcará si excluye otras interacciones de su vida; una de las tramas concluye con el protagonista teniendo una relación sexual con este pez. La trama contiene elementos de juego erótico, con imágenes explícitas o censuradas (según la versión del juego que esté usando el jugador) de Mark y otros personajes realizando actos sexuales que se van desbloqueando durante cada trama. El jugador puede comenzar el juego coqueteando con muchos chicos, pero a mitad de camino, termina persiguiendo una única pareja. El juego concluye cuando Mark, Penny e Ian se gradúan de la universidad.
Amantes potenciales
- Alex: profesor de anatomía de Mark en la universidad, y su posible compañero de ráquetbol, que se disputa la titularidad en la Universidad.
- Amos: hombre mayor interesado en la lucha libre, las películas clásicas y la poesía de Walt Whitman.
- Brad: holgazán, jugador de fútbol americano y "frat bro" que contrata a Mark como tutor de estudios.
- Ian: el compañero de cuarto de Mark, que recientemente rompió con su novia.
- Jed: el vocalista de una banda de punk rock que vive en el apartamento encima del de Mark, Penny e Ian.
- Phil: el primo de Penny que acaba de regresar del campo de entrenamiento de la Infantería de Marina para apoyar a su padre, que se postula para el Senado.

Citas adicionales de la aplicación Brofinder
- Cesar: un agente de brigada antidroga disponible en Brofinder como parte de una operación encubierta.
- Donovan: un padre de mediana edad que trata de acostumbrarse a tener citas tras divorciarse de su esposa.
- Frank: un estríper que se hace pasar por un inversor rico para impresionar a Mark en su cita.
- Jake: un entusiasta de la gastronomía que invita a Mark a un bufé libre donde la pareja queda atrapada en un ascensor.
- Luke: un jugador de rugby irlandés que ingresa en Brofinder para hacer amigos e invita a Mark a ver una película en su habitación.
- Oz y Pete: una pareja interesada en darle vida a su relación con un trío.
- Terry: una estrella del pop dentro del armario que busca diversión discreta.
- Theo: un desarrollador de videojuegos que utiliza Brofinder para conocer a un chico al que pueda llevar a su reunión de exalumnos de instituto.
- Tommy: un abogado adinerado cuyo pasado lleva a que Mark y él acaben comprometidos en un secuestro.

## Gameplay
La jugabilidad es similar a de otras novelas interactivas. Los jugadores tocan la pantalla o hacen clic con el ratón para avanzar en la historia y tomar decisiones en momentos cruciales. Además de hacer clic para avanzar en la historia y elegir con qué hombre salir, el jugador también tiene la opción de ayudar a Mark a mejorar sus relaciones con Penny e Ian, o mejorar su rendimiento académico estudiando y trabajando para ganar dinero. Una vez que se ha desbloqueado una imagen erótica durante el juego, estará disponible en la "galería" y podrá verse en cualquier momento. El jugador también tiene la opción de personalizar las opciones de barba y vello corporal para cada uno de los hombres, adaptando cada una a su gusto personal.
Una actualización del juego permite a Mark acceder a nueve citas adicionales que se inician a través de la aplicación "Brofinder" en el menú principal y son mucho más cortas que las fechas del juego principal y, por lo general, solo desbloquean dos o tres imágenes para la galería.

## Desarrollo
El juego se creó como resultado de una exitosa campaña de Kickstarter. Obscura lanzó progresivamente versiones del juego para que los miembros del foro las probaran y proporcionaran comentarios.
Inicialmente concebido como un equivalente occidental de los populares juegos de ficción yaoi, bara y slash con influencia anime, el juego se creó utilizando el motor de juego gratuito Ren'Py. Obscura hizo todo el arte de los personajes, la escritura y parte de la programación, mientras que Doubleleaf hizo las ilustraciones de las escenas, Badriel hizo los fondos y Saguaro hizo la programación. El personaje de Brad tardó un tiempo en crearse debido a las frecuentes reescrituras. Ella confió en el feedback de la comunidad para mejorar el juego; en un caso, había eliminado previamente una escena de salida del armario con los padres del protagonista, pero después del comentario de un miembro de la comunidad, decidió volver a incluirlo con un tono más ligero y cómico.
Cuando el juego se lanzó por primera vez en versión beta en 2013 no pudo hacerse disponible en Steam, lo que aumentó su desconocimiento.  El juego fue aprobado en Greenlight a mediados de 2017 y lanzado en Steam ese mismo año.
Obscura recibió correos electrónicos y comentarios positivos de hombres homosexuales, quienes estaban agradecidos de que finalmente se hubiera lanzado un simulador de citas que presentaba relaciones homosexuales. Del juego, describió Coming Out On Top como "ni un juego sexual intenso ni un juego con una agenda social o abiertamente política. Es un juego de relaciones con una historia que se pretende divertida y entretenida". 

## Recepción
Los críticos de Gaming Revolution pensaron que el juego era lindo, divertido y entretenido, y una excelente explicación para un hombre heterosexual de lo que es ser una persona gay.  Rock, Paper, Shotgun consideró que tenía uno de los guiones de comedia romántica mejor escritos de cualquier videojuego. Paste Magazine pensó que el juego era una oportunidad desperdiciada para dar ejemplos de historias y representaciones de todo el espectro LGBITQ+, en lugar de reforzar las ya existentes. NZ Gamer le dio una calificación de 7,8/10.
Obscura reveló que las críticas iniciales de la comunidad gay provinieron de su escepticismo de que una mujer heterosexual pudiera entender la experiencia del hombre gay, pero que estas críticas desaparecieron una vez que los jugadores comenzaron a jugar la demo. La segunda crítica importante se centró en no atender a suficientes tipos de cuerpo. Obscura admitió que había una representación excesiva del tipo de cuerpo que encontraba atractivo y que era más importante asegurarse de que hubiera historias asiáticas y afroamericanas completamente desarrolladas.